# Kroktjärnen (Lycksele socken, Lappland, 721159-162331)
Kroktjärnen är en sjö i Lycksele kommun i Lappland och ingår i Umeälvens huvudavrinningsområde.